# Get Yer Ya-Ya's Out! The Rolling Stones in Concert
Get Yer Ya-Ya's Out! The Rolling Stones in Concert — другий концертний альбом гурту The Rolling Stones. Виданий 1970 року лейблом Decca Records. Альбом містить ознаки жанрів блюз-рок і хард-рок. Матеріалом для видання стали виступи The Rolling Stones в Балтиморі та Нью-Йорку у листопаді 1969-го.

### Список пісень
1. Jumpin' Jack Flash
2. Carol
3. Stray Cat Blues
4. Love in Vain
5. Midnight Rambler
6. Sympathy for the Devil
7. Live with Me
8. Little Quennie
9. Honky Tonk Women
10. Street Fighting Man